# تپه روبابان کوچک
تپه روبابان کوچک مربوط به هزاره دوم قبل از میلاد - دوره اشکانیان - دوره ساسانیان است و در شهرستان گیلانغرب، بخش مرکزی، دهستان گورسفید، ۴۰۰ متری غرب روستای روبابان کوچک واقع شده و این اثر در تاریخ ۲۶ اسفند ۱۳۸۷ با شمارهٔ ثبت ۲۵۴۸۹ به‌عنوان یکی از آثار ملی ایران به ثبت رسیده است.